# Wilhelm Siegfried
Wilhelm Friedrich Adolph Gustav Siegfried (* 21. November 1876 in Guben; † unbekannt (nach 1943)) war ein deutscher Politiker.

## Leben und Wirken
Siegfried war ein Sohn des Kaufmanns Gustav Siegfried und seiner Ehefrau Minna Siegfried, geb. Engelhard. Nach dem Besuch der Bürgerschule in Guben und der dortigen Vorbereitungsanstalt wurde Siegfried am Lehrerseminar in Kyritz ausgebildet. Anschließend unterrichtete er als Privatlehrer in Berlin und als regulärer Lehrer in verschiedenen Orten der Provinz Brandenburg. 1912 wurde Siegfried Besitzer seines eigenen Lichtspieltheaters in Berlin.
Von 1916 bis 1918 nahm Siegfried mit dem Reserve-Feldartillerie-Regiment 246 am Ersten Weltkrieg teil.
1920 wurde Siegfried Vorstandsmitglied des Verbandes der Lichtspieltheater-Besitzer von Berlin und der Provinz Brandenburg. 1926 wurde er 2. Vorsitzender des Reichsverbandes der Lichtspieltheater Deutschlands e. V.
In der Weimarer Republik wurde Siegfried Mitglied der Reichspartei des Deutschen Mittelstandes (Wirtschaftspartei). Im Februar 1927 wurde er für diese Stadtverordneter von Groß-Berlin, bevor er von Mai 1928 bis September 1930 auf Reichswahlvorschlag seiner Partei dem Reichstag in Berlin angehörte. Im Parlament galt Siegfried als Sprecher der Filmindustrie. Daneben fiel er durch antisemitische Äußerungen auf, so durch seine Erklärung nach dem Börsenkrach von 1929: „Juden und Judengenossen sind an allem schuld“.
Nach 1933 gehörte Siegfried der NSDAP an.
In einer Karteikarte des Reichssicherheitshauptamtes aus den 1930er Jahren wird Siegfried als Lichtspieltheaterbesitzer in Berlin beschrieben. Im Berliner Adressbuch von 1943 ist Siegfried noch als Kinobesitzer mit Wohnsitz in der Sonntagstraße 23/24 verzeichnet. Im Kreisadressbuch des Landkreises Gotha für 1950 findet sich Siegfried mit Wohnsitz in der Tabarzer Straße 15 in Friedrichroda.

## Ehe und Familie
Siegfried heiratete am 8. August 1900 in Berlin die Maria Ida Emilia Böhm (* 27. Oktober 1875 in Basdorf, Kreis Neuruppin; † 23. Juni 1959 in Mühlhausen/Thüringen).